# الحرب الإثيوبية الإريترية
الحرب الإثيوبية–الإريترية هي حرب اندلعت في مايو 1998 واستمرت حتى مايو 2000 بين إثيوبيا وإريتريا، كجزء من النزاعات في القرن الأفريقي. أنفقت إريتريا وإثيوبيا، وهما من أفقر بلدان العالم، مئات الملايين من الدولارات على الحرب، وتكبدتا عشرات الآلاف من الخسائر كنتيجة مباشرة للنزاع، وكانت نتيجة الحرب تغييرات طفيفة في الحدود.
حسب الحكم الصادر عن اللجنة الدولية في لاهاي، فقد انتهكت إريتريا القانون الدولي وأشعلت فتيل الحرب بغزوها إثيوبيا. في نهاية الحرب، سيطرت إثيوبيا على جميع الأراضي المتنازع عليها وتقدمت داخل الأراضي الإريترية. بعد انتهاء الحرب، تأسست لجنة الحدود الإرترية الإثيوبية، من قبل الأمم المتحدة، والتي قضت بأن تضم بادمة، المنطقة محل النزاع، إلى إريتريا. اعتبارا من 2015، ولا تزال إثيوبيا تحتل المنطقة.

## مقدمة
من 1961 حتى 1991، دخلت إريتريا في حرب استقلال طويلة ضد إثيوبيا. بدأت الحرب الأهلية الإثيوبية في 12 سبتمر 1974 عندما قام الديرغ الماركسي بانقلاب عسكري ضد الإمبراطور هيلا سيلاسي. استمرت الحرب حتى 1991 عندما أسقطت الجبهة الشعبية الثورية الديمقراطية الإثيوبية، تحالف من المجموعات المتمردة تحت قيادة الجبهة الشعبية لتحرير تغراي، حكومة الديرغ وشكلت حكومة انتقالية في العاصمة الإثيوبية أديس أبابا. ضعفت حكومة الديرغ بسبب خسارتها الدعم عندما سقطت الشيوعية في أوروبا الشرقية.
أثناء الحرب الأهلية، كان عند كل المجموعات التي تقاتل حكومة الديرغ عدو مشترك وهو هذه الأخيرة، وبالتالي، فقد تحالفت الجبهة الشعبية لتحرير تيغراي مع الجبهة الشعبية لتحرير إريتريا. في 1991، كجزء من عملية تسهيل نقل الصلاحيات إلى الحكومة الانتقالية التي تقوم بها الأمم المتحدة، اتفقت هذه الأخيرة مع الجبهة الشعبية لتحرير إريتريا على أنه ينبغي إنشاء حكومة انتقالية مستقلة في إريتريا والتي ستقوم بتنظيم الاستفتاء الذي سيعقد في إريتريا لمعرفة ما إذا كان الإريتريون يريدون الانفصال عن إثيوبيا. عقد الاستفتاء وصوت الناخبون بشكل ساحق لصالح الاستقلال. في أبريل 1993، تحقق الاستقلال وانضمت الدولة الجديدة للأمم المتحدة.
في 1991، وافقت حكومة إريتريا الانتقالية تحت قيادة الجبهة الشعبية لتحرير إريتريا وحكومة إثيوبيا الانتقالية تحت قيادة الجبهة الشعبية لتحرير تيغراي، على إنشاء لجنة تنظر في أي مشاكل نشأت بين الحكومتين في السابق في زمن الحرب قبل الموافقة على استقلال إريتريا. لم تكن هذه اللجنة ناجحة، وخلال السنوات التالية، تدهورت العلاقات بين الدولتين.
أصبحت الحدود بين الدولتين مشكلة كبيرة، وفي تشرين الثاني 1997، أنشئت لجنة الحدود لمحاولة لحل النزاع. بعد الاتحاد وقبل الاستقلال، كانت للحدود أهمية طفيفة لأنه كان مجرد ترسيم للحدود بين المقاطعات الاتحادية. في البداية، اتفقت الحكومتان على أنه يجب أن تبقى الحدود كما كانت قبل الاستقلال. ومع ذلك، أصبحت الحدود بعد الاستقلال حدودا دولية، ولا يمكن للحكومتين أن توافق على الحدود حيث يجب أن تأخذ شكل خط واحد، واتفقوا على العودة إلى معاهدات الفترة الاستعمارية بين إيطاليا وإثيوبيا لرسم الحدود بدقة بين الدولتين على أساس القانون الدولي. ظهرت مشاكل لأنهم لم يوافقوا على تفسير بعض هذه الاتفاقيات والمعاهدات، ولم يتضح بموجب القانون الدولي كيف يمكن تطبيق المعاهدات الاستعمارية على الدولتين.
في مقالة كتبها جون أبنيك بعد الحرب عن الرئيس الإريتري أسياس أفورقي، قال بأن هذا الأخير أدرك أن تأثيره على حكومة إثيوبيا كان قد بدأ ينتهي ونظرا «أن الحقائق على أرض الواقع، في غياب ترسيم ملموس للحدود ينهي الخلاف –الذي أصبح له تأثير بعد 1962 عندما كانت إريتريا تنفصل تدريجيا عن إثيوبيا– تشكل سببا لاتخاذ قرار عاجل» فإنه اقترح ضم بادمة إلى إريتريا. إذا كان نجاح هذا الضم يمكن استخدامه لتعزيز سمعته والمساعدة في الحفاظ على علاقات اقتصادية متميزة بين إريتريا وإثيوبيا. ومع ذلك، لأن بادمة تقع في مقاطعة تيغراي، المنطقة التي ولد فيها العديد من أعضاء الحكومة الإثيوبية (بما في ذلك رئيس الوزراء الاثيوبي السابق ملس زيناوي)، أصبحت الحكومة الإثيوبية تحت ضغوط سياسية من داخل الجبهة الشعبية الثورية الديمقراطية الإثيوبية لعدم التفريط فيها.

## الحرب

### تسلسل زمني
بعد سلسلة من الحوادث المسلحة التي أسفرت عن مقتل العديد من المسؤولين الإريتريين بالقرب من بادمة، في 6 مايو 1998، دخلت قوة ميكانيكية إريترية إلى منطقة بادمة التي تقع على الحدود الإريترية مع منطقة تيغراي الإثيوبية، مما أدى إلى اشتعال القتال بين الجنود الإريتريين من جهة وميليشيا تيغرانية وقوات الأمن من جهة أخرى.
قالت لجنة المطالبات الإريترية الإثيوبية: «أظهرت الأدلة أنه، في حوالي الساعة 5:30 من صباح 12 مايو 1998، قامت القوات المسلحة الإريترية وتتألف من كتيبتين على الأقل من الجنود النظاميين، تدعمها دبابات ومدفعية، بالهجوم على بلدة بادمة وعدة مناطق حدودية في ورده تاهتاي أديابو الإثيوبية، بالإضافة إلى مكانين آخرين في ضواحي ورده ليلاي أديابو. في ذلك اليوم وكذلك في الأيام التالية، تحركت القوات المسلحة الإريترية عبر سهل بادمة إلى الأراضي المرتفعة في الشرق. بالرغم من أن الأدلة تشير إلى طبيعة القوات المسلحة الإثيوبية في محل النزاع، إلا أن هناك دليل قوي على أن المدافعون الإثيوبيون كانوا يضمون ميليشيات وبعض من أفراد الشرطة، الذين سرعان ما تراجعوا بعد دخول القوات الإريترية، نظراً لعدم وجود هجوم مسلح ضد إريتريا، فالهجوم الذي بدأ في 12 مايو لا يمكن اعتباره هجوماً قانونياً بغرض الدفاع عن النفس حسب ميثاق الأمم المتحدة. كانت المناطق التي غزتها القوات الإريترية في ذلك اليوم جميعها ضمن الأراضي الإثيوبية محل النزاع أو ضمن الأراضي التي كانت تدار سلمياً من قبل إثيوبيا وستكون لاحقاً ضمن الجانب الإثيوبي من الخط الذي ستنسحب عنده القوات المسلحة الإثيوبية عام 2000 تحت اتفاقية الهدنة التي عقدت في 18 يونيو 2000.»
في 13 مايو 1998، حركت إثيوبيا قواتها لشن هجوم شامل على إريتريا، وقد وصفت في الإذاعة الإريترية بأنها تتبنى سياسة «الحرب الشاملة». وجدت لجنة المطالبات أن هذا في جوهره هو تأكيد على وجود حالة الحرب بين الدولتين، وليس إعلانا للحرب، وأن إثيوبيا تلقت أيضاً إنذاراً من مجلس الأمن، لحثها على الالتزام بالمادة 51 من ميثاق الأمم المتحدة.

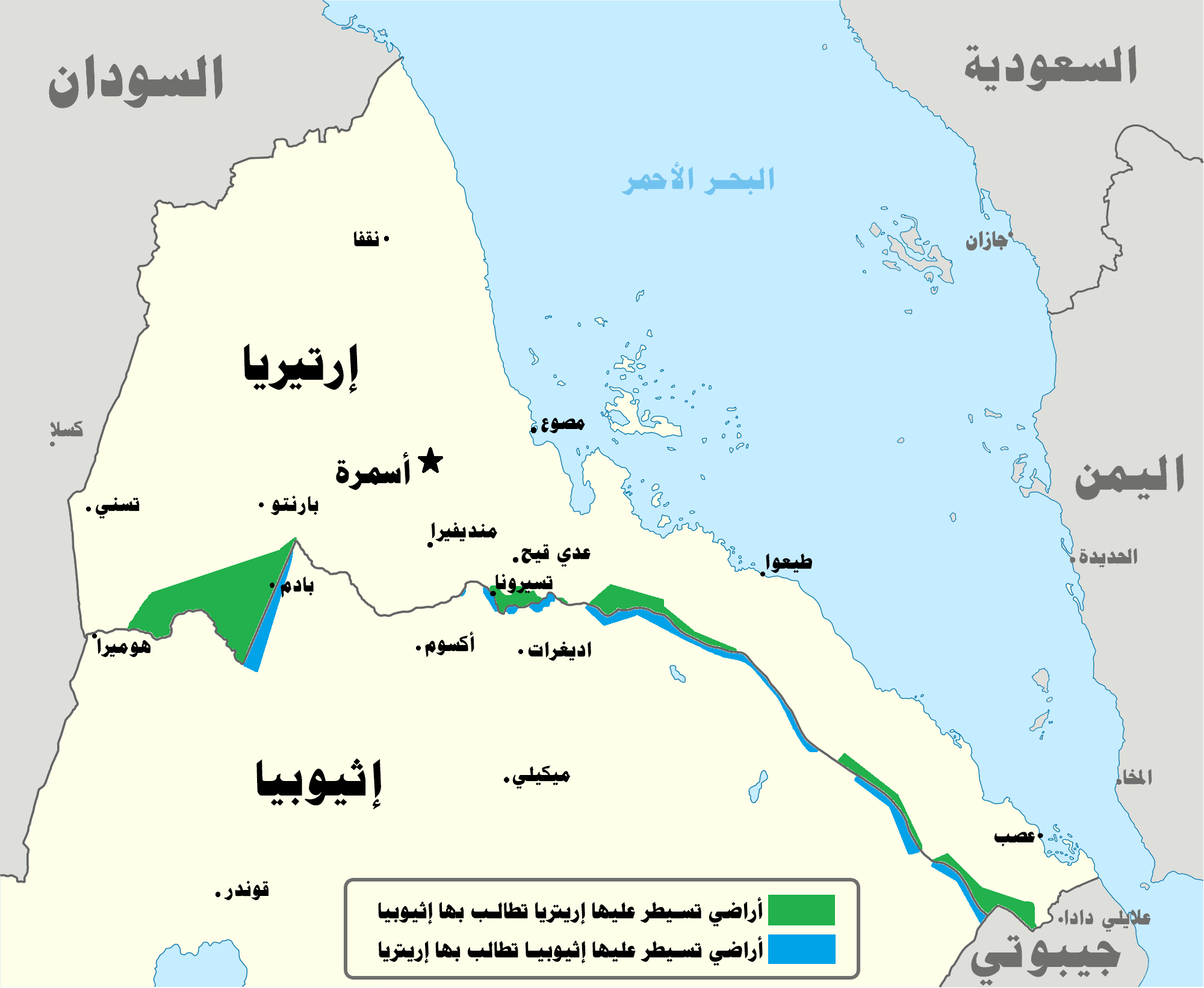
خريطة للحرب الإثيوبية–الإريترية 1998.

تصاعدت وتيرة القتال بعد تبادل نيران المدفعية والدبابات، مما أسفر عن أربعة أسابيع من القتال العنيف. حاربت القوات البرية على ثلاث جبهات. في 5 يونيو 1998، شن الإثيوبيون ضربات جوية على مطار في أسمرة ورد الإريتريون بمهاجمة مطار مكله. أصدر مجلس الأمن الدولي القرار رقم 117 الذي أدان فيه استخدام القوة ورحب بقرار من كلا الجانبين بوقف الغارات الجوية.
ساد الهدوء المؤقت بعد أن نقل الجانبين حشودهما العسكرية على امتداد الحدود وقاموا بحفر خنادق عميقة. أنفق البلدان مئات الملايين من الدولارات في شراء التجهيزات العسكرية الجديدة. كان هذا على الرغم من جهود السلام المبذولة من منظمة الوحدة الأفريقية وخطة السلام الأمريكية الرواندية التي كانت لا تزال تحت العمل. كان المقترح الأمريكي الرواندي عبارة عن خطة سلام النقطة أربعة والتي تدعو إلى انسحاب القوات المتحاربة إلى مواقعها قبل يونيو 1998. رفضت إريتريا، وأصرت على تنفيذ مطالبها بترسيم جميع المناطق المتنازع عليها على امتداد الحدود، تحت إشراف قوات مراقبة محايدة، والمحادثات المباشرة بين البلدين.
في ظل رفض إريتريا لخطة السلام الأمريكية الرواندية، في 22 فبراير 1999، شنت إثيوبيا هجوماً عسكرياً ضخماً لإستعادة بادمة. وصل الصراع إلى ذروته في 6 فبراير 1999، عندما ادعت إثيوبيا أن إريتريا انتهكت اتفاق وقف الغارات الجوية وقصفت أديغرات، وتراجعت فيما بعد عن هذا الإدعاء. بعد إحصاء الخنادق الإريترية المشيدة، صرح الجنرال الإثيوبي سامورا يونس بأن «الإريتريين يجيدون حفر الخنادق ونحن نجيد تحويل الخنادق إلى قبور. ولسوف يتيقنون من ذلك. نحن على دراية بكل خندق من خنادقهم».
في أعقاب خمسة أيام من القتال العنيف في بادمة، والذي استطاعت إثيوبيا من خلاله اختراق الجبهة الإريترية الحصينة والتوغل لعمق 10 كم (6 أميال) داخل الأراضي الإريترية، وافقت إريتريا على خطة السلام المقدمة من منظمة الوحدة الأفريقية، في 27 فبراير 1999. في الوقت الذي أعلن فيه الجانبان عن قبولهما بخطة منظمة الوحدة الأفريقية، لم توقف إثيوبيا فورا تقدمها لأنها طلبت أن تعقد محادثات سلام بعد انسحاب إريتريا من الأراضي التي احتلتها في بداية الحرب.
في 16 مايو، قالت بي بي سي، أن بعد أسبوعين من الهدوء المؤقت، قام الإثيوبيون بالهجوم على فلسا وتسورونا الواقعة على الخطوط الأمامية، جنوب العاصمة الإريترية أسمرة وأنه بعد يومين من القتال العنيف نجح الإريتريون في صد الهجوم وادعوا تدمير أكثر من 45 دبابة إثيوبية؛ بالرغم من عدم إمكانية التحقق من مزاعمهم، التي وصفتها الحكومة الإثيوپية السخيفة، لم يرى مراسل بي بي سي أكثر من 300 قتيل إثيوبي و20 دبابة إثيوبية مدمرة. في يونيو 1999، استمر القتال بين الجانبين في مواقع الخنادق. كان حوالي ربع الجنود الإريتريين من النساء.
عقدت «محادثات غير مباشرة» في أوائل مايو 2000 «اتهمت فيها إثيوبيا إريتريا بفرض شروط غير مقبولة». في 12 مايو، شن الإثيوبيون هجوماً اخترق الخطوط الإريترية فيما بين شامبوكو ومندفرا، عبر نهر المارب، وقاموا بقطع الطريق الواصل بين بارنتو ومندفرا، ويعتبر الطريق الرئيسي لإمدادات القوات الإريترية على الجبهة الغربية من القتال.
أعلنت مصادر إثيوبية في 16 مايو أن الطائرات الإثيوبية جميعها قد عادت إلى قواعدها بعد مهاجمة أهداف بين أريزا وميادما، وبين بارنتو وأم هاجر، بينما استمر القتال البري العنيف في منطقة داس وبارنتو وفي مايدما. استولت القوات البرية الإثيوبية في اليوم التالي بدعم من القوات الجوية على داس. أخلت القوات الإريترية بارنتو واستمر القتال في مايدما. في 17 مايو أيضًا، نظراً لاستمرار الخسائر، أصدر مجلس الأمن قراره رقم 1298 لفرض حظر أسلحة على كلا البلدين.
في 23 مايو، ادعت إثيوبيا أن «قواتها دافعت ببسالة عن المواقع القيادية الحيوية في منطقة دالامبـسا، على بعد 100 كم (60 ميل) جنوب العاصمة الإريترية، أسمرة». لكن زعم الإريتريون أن انسحابهم من بلدة دالامبـسا الحدودية ومن المناطق الأخرى محل النزاع في الجبهة الوسطى كان «'كبادرة' لإحياء محادثات السلام» بينما كان ادعاء إثيوبيا أن القتال كان «تراجعا تكتيكيا» لتأخذ إثيوبيا بآخر حججها لمواصلة الحرب؛ فقد نشر تقرير من مراقبو تشثام هاوس، جاء فيه أن «حجم الخسائر الإريترية كان واضحاً عندما قبلت إريتريا خطة سلام منظمة الوحدة الأفريقية». بعد استعادتها لمعظم الأراضي التي احتلتها إريتريا—وما تردد عن أن الحكومة الإريترية ستسحب قواتها من الأراضي الأخرى التي احتلتها عند بدء الحرب حسب متطلبات خطة سلام منظمة الوحدة الأفريقية—في 25 مايو 2000، أعلنت إثيوبيا عن انتهاء الحرب. في نهاية مايو 2000، كانت إثيوبيا قد احتلت حوالي ربع الأراضي الإريترية، شردت 650.000 شخص وقامت بتدمير البنية التحتية الأساسية في إريتريا.
أدى انتشار استخدام الخنادق إلى مقارنة النزاع بحرب الخنادق في الحرب العالمية الأولى. أدت حرب الخنادق إلى خسارة «آلاف الضحايا من الشباب في الهجوم على المواقع الإريترية». سرعان ما انهار الدفاع الإريتري أمام حركة الكماشة التي قامت بها إثيوبيا في الجبهة الغربية، ومهاجمتها لأحد الجبال الملغومة ذات الدفاعات الضعيفة (بدون خنادق)، ما أدى إلى سقوط بارنتو وانسحاب الإريتريين. كان عنصر المفاجأة في الهجوم هو استخدام الحمير كدواب وكعنصر نقل للمشاة، وتبعتهم الدبابات لتقوم بتأمين المنطقة فقط.

### زعزعة الاستقرار الإقليمي
امتد القتال أيضاً إلى الصومال رغم محاولة كل حكومة التملص من الأخرى. بدأت الحكومة الإريترية بدعم جبهة تحرير أورومو، وهي جماعة متمردة تطالب باستقلال منطقة أوروميا عن إثيوبيا التي كانت جزءاً من الصومال في عهد محمد فرح عيديد. ردت إثيوبيا بدعم جماعات متمردة في الصومال الجنوبي كانت معارضة لحكم عيديد، وبتجديد علاقاتها مع النظام الإسلامي في السودان، الذي اتهم بتدعيم الإنقاذ الإسلامي الإرتري، وهي جماعة مقرها السودان قامت بشن هجمات على منطقة الحدود الإريترية السودانية، وكان أيضاً يدعم عدة جماعات إريترية متمردة منها مجموعة تعرف بالجهاد الإسلامي الإريتري.

### الخسائر، التهجير، والتأثيرات الاقتصادية
حسب المزاعم الإريترية، فقد قُتل 19.000 جندي إريتري أثناء الحرب؛  وتفيد معظم التقارير أن عدد القتلى بلغ 70.000 شخص. هذه الأرقام جميعها متبانية، وأعلنت تقارير إخبارية أخرى عن أن عدد القتلى في الحرب، قُدر «بعشرات الآلاف» أو «100.000 قتيل». اتهمت إريتريا إثيوبيا باستخدام «الدروع البشرية» للتغلب على الخنادق الإريترية. لكن حسب تقرير الإنديبندنت، لم يكن هناك استخدام لأي «دروع بشرية» لأن الإثيوبيين بدلاً من ذلك انتصروا ونجحوا في التغلب على الخنادق الإريترية.
تسبب القتال في تهجير أعداد كبيرة من المدنيين في البلدين، ممن فروا من منطقة الحرب. طردت إثيوبيا 77.000 إريتري وإثيوبي من أصل إريتري لأسباب أمنية. مما أدى إلى ظهور مشكلة اللاجئين الإرتريين. كانت أغلبية الإرتريين والإثيوبيين من أصل إريتري والبالغ عددهم 77.000 شخص يعيشون حياة كريمة طبقاً لمعايير جودة الحياة في إثيوبيا. وتم ترحيلهم بعد مصادرة ممتلكاتهم. على الجانب الإريتري، اعتقل حوالي 7.500 إثيوبي يقيمون في إريتريا، ورُحل آلاف آخرين. وبقي آلاف من الإثيوبيين في إريتريا، معظمهم من غير القادرين على دفع ضريبة مقدارها 1.000 بير لإعادة توطينهم في إثيوبيا. حسب هيومن رايتس ووتش، فقد تعرض المعتقلين على الجانبين للتعذيب، الاغتصاب، ومعاملات غير إنسانية أخرى.
كانت اقتصاد البلدين ضعيفاً بالفعل نتيجة لعقود من سياسات الحرب الباردة، الحروب الأهلية والجفاف، وتفاقمت هذه المشكلات بسبب الحرب، وأدت لنقص في المواد الغذائية. قبل الحرب، كانت معظم تجارة إريتريا مع إثيوبيا، ومعظم التجارة الخارجية الإثيوبية يتم تصديرها من خلال الطرق والموانئ الإريترية.

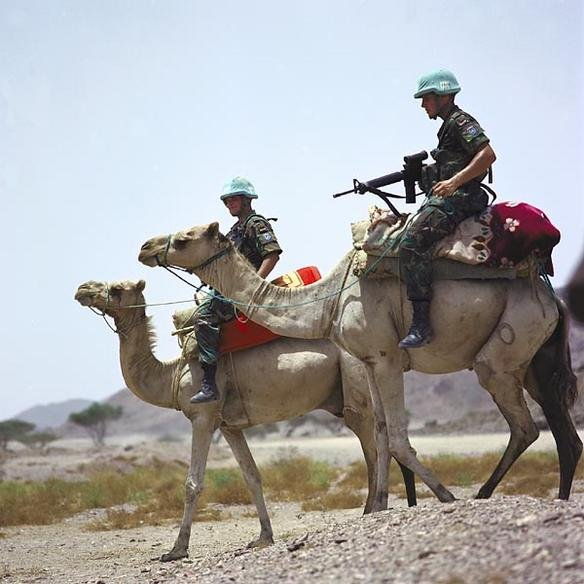
جنود الأمم المتحدة في الحدود بين البلدين (2005).

## النتائج

### وقف إطلاق النار
في 18 يونيو 2000، صدق الطرفان على اتفاقية سلام شامل وتحكيم ملزم للنزاع تحت اتفاقية الجزائر. تم إنشاء منطقة أمنية مؤقتة بطول 255 كم داخل إريتريا، بإشراف قوات حفظ السلام التابعة للأمم المتحدة والتي تتألف من 60 بلد (مهمة الأمم المتحدة في إثيوبيا وإريتريا). في 20 ديسمبر 2000، وقعت الحكومتان على اتفاقية السلام.

### القمة الإثيوبية الإرتيرية 2018
في قمة جمعت قادة البلدين في الثامن والتاسع من يوليو لعام 2018 وقع الزعيمان بيانا رسمياً مشتركا ينهي صراع الحدود الإريتري–الإثيوبي ويعيد العلاقات الدبلوماسية ويفتح حدودهما على بعضها البعض.